# Lakšárska Nová Ves
Lakšárska Nová Ves (deutsch Laxarneudorf, ungarisch Laksárújfalu) ist eine Gemeinde im Westen der Slowakei nahe der Stadt Senica.

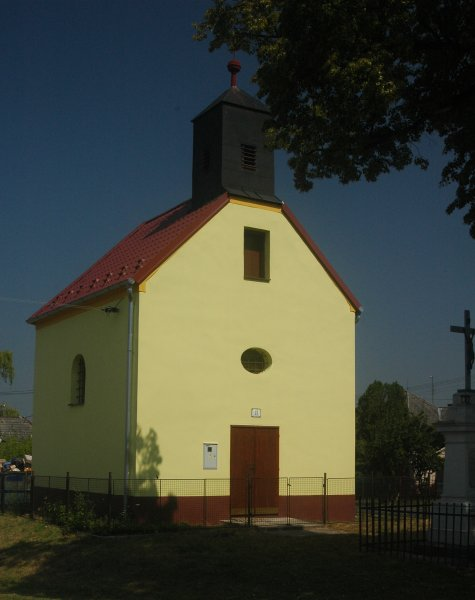
Kapelle im Ort

Sie wurde 1392 zum ersten Mal schriftlich als Allaxar erwähnt. Zu ihr gehört der Ort Mikulášov (deutsch Nickelhof, ungarisch Pálfytelek), welcher 1967 eingemeindet wurde.

## Bevölkerung
| Jahr                | 1994 | 2004    | 2014    | 2024    |
| ------------------- | ---- | ------- | ------- | ------- |
| Anzahl der Personen | 996  | 1025    | 1077    | 1099    |
| Unterschied         |      | +2,91 % | +5,07 % | +2,04 % |

| Jahr                | 2023 | 2024    |
| ------------------- | ---- | ------- |
| Anzahl der Personen | 1103 | 1099    |
| Unterschied         |      | −0,36 % |